# Дуб Гаврило
Дуб Гаврило — Дуб звичайний у Вінниці, який отримав статус ботанічної пам'ятки природи.  

## Опис
Дуб розташований у Вінниці та є одним із старовинних дерев міста. Його вік перевищує 100 років. Він має історичне та природоохоронне значення. Дерево знаходиться поблизу одного з міських будинків, його масивний стовбур і гілки підтримують спеціальні конструкції, щоб запобігти руйнуванню.  

## Охоронний статус
У 2024 році Вінницька обласна державна адміністрація погодила надання дереву статусу ботанічної пам'ятки природи. Це рішення спрямоване на збереження вікового дуба та захист його від пошкоджень.  

## Галерея

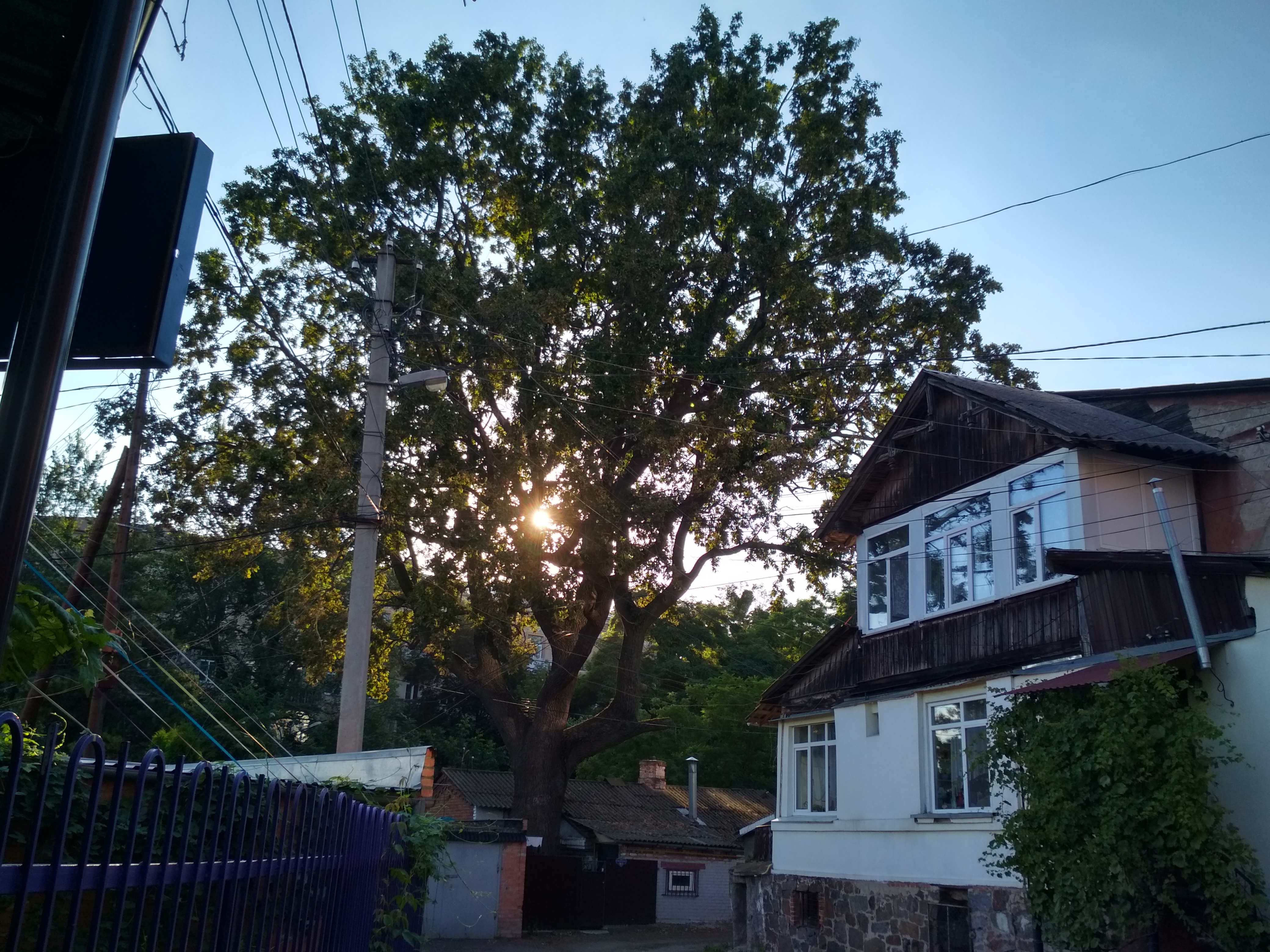
Інший ракурс дуба Гаврило